# Apriona vagemaculata
Apriona vagemaculata är en skalbaggsart som beskrevs av Stefan von Breuning 1948. Apriona vagemaculata ingår i släktet Apriona och familjen långhorningar. Inga underarter finns listade i Catalogue of Life.